# Dolní Újezd u Lipníka nad Bečvou

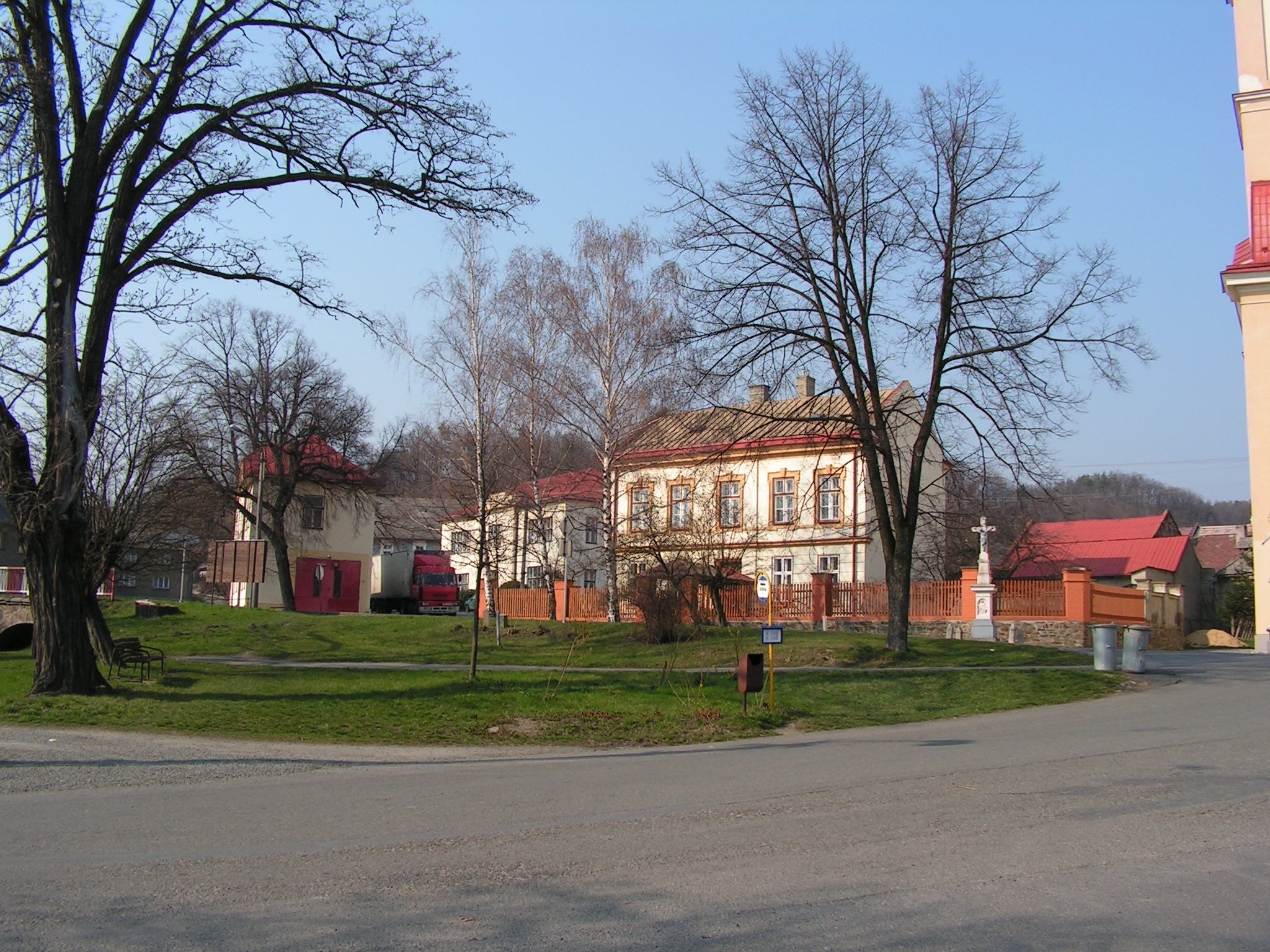
Dorfplatz in Dolní Újezd

Dolní Újezd (deutsch Unter Augezd, 1939–1945 Unter Aujest) ist eine Gemeinde in Tschechien. Sie liegt vier Kilometer nordwestlich von Lipník nad Bečvou und gehört zum Okres Přerov.

## Geographie
Dolní Újezd befindet sich am südlichen Fuße der Oderberge in der Mährischen Pforte am Bach Lubeň. Gegen Norden erstreckt sich der Truppenübungsplatz Libavá. Nördlich erheben sich der Lomec (583 m) und die U Boudy (523 m). Am nördlichen Ortsrand verläuft die Schnellstraße R 35 / E 462 / E 442 durch einen 98 m langen Tunnel.
Nachbarorte sind Kozlov und Slavkov im Norden, Bohuslávky und Loučka im Nordosten, Jezernice im Osten, Ořechy und Trnávka im Südosten, Osek nad Bečvou im Süden, Tupec, Lukavec und Stání im Südwesten, Svrčov, Pančava und Výkleky im Westen sowie Skoky, Staměřice und Vrchní Pila im Nordwesten. Gegen Norden liegt die Wüstung Ranošov.

## Geschichte
Die älteste Erwähnung des Dorfes wird auf 1322 datiert, sie ist jedoch nicht urkundlich belegbar. Erstmals urkundlich nachweisbar ist Ugezd Wladiczi im Jahre 1356. Das Dorf war zu dieser Zeit in einen Vladikeanteil und den zur Burg Helfenstein gehörigen herrschaftlichen Anteil zweigeteilt. Im Jahre 1392 wurde der Ort als Uzed, ab 1447 als Vladyčí Újezd, 1480 als Újezd und ab 1481 als Dolní Aujezd bezeichnet. Im Jahre 1512 bewilligte Wilhelm II. von Pernstein in Dolní Újezd die Anlegung einer zweiradigen Mühle. Im 16. Jahrhundert kauften die Helfensteiner Herren sukzessive den Vladikenanteil auf, sodass davon nur ein Freihof übrig blieb, der schließlich ebenfalls an die Herrschaft überging. Zu dieser Zeit gehörten neben Vladyčí Újezd noch zwei weitere Dörfer namens Újezd zur Herrschaft Helfenstein – Vysoký Újezd und Volavý oder Horni Újezd. Nach 1517 ist der Name Vladyčí Újezd nicht mehr nachweisbar, stattdessen wurde Dolní Újezd verwendet. Nachfolgende Besitzer waren ab 1554 Půta von Ludanitz und ab 1592 die Grafen von Würben. Georg von Würben auf Freudenthal verlegte zum Beginn des 17. Jahrhunderts den Herrschaftssitz auf das neue Schloss Leipnik. Während des Dreißigjährigen Krieges fiel die Herrschaft Leipnik erblich an Kardinal Franz Seraph von Dietrichstein. In den letzten Kriegsjahren wurde das Dorf von verschiedenen Truppen heimgesucht und ausgeplündert, im Hufenregister von 1656 wird die Hälfte der Anwesen als wüst aufgeführt. Als weitere Namensformen sind ab 1660 Augezd Inferior, Augezda Inferius, ab 1672 Unter Augezd und von 1847 Infero Aujezda überliefert. Die Matriken wurden ab 1693 in Ossek und ab 1788 in Dolní Újezd geführt. Zwischen 1738 und 1781 war Karl von Dietrichstein Besitzer der Herrschaft. Weitere Grundherren waren ab 1781 Johann Karl von Dietrichstein und von 1808 bis 1850 Franz Joseph von Dietrichstein. Zwischen 1775 und 1776 entstand in Dolní Újezd ein kleines, dem hl. Gallus geweihtes Kirchlein, welches ab 1786 ein Kaplanat erhielt. 1788 entstand eine Schule, die auch von den Kindern aus Trnávka und Tupec besucht wurde. Der Bau der Kaiserstraße von Olmütz nach Leipnik in den Jahren 1783 bis 1786 brachte einen großen Aufschwung für das Bauerndorf. In Dolní Újezd siedelten sich Handwerker, vor allem Schmiede und Wagner, an. Zudem entstanden entlang der Straße Ausspannen, um die sich im 19. Jahrhundert die Ansiedlungen Skoky und Zavadilka bildeten. 1812 zerstörte ein Großbrand einen Teil des aus Holzhäusern bestehenden Dorfes. Bis zur Mitte des 19. Jahrhunderts blieb das Dorf immer nach Leipnik und den Fürsten Dietrichstein untertänig.
Nach der Aufhebung der Patrimonialherrschaften bildete Dolní Újezd/Unter Augezd mit den Ortsteilen Skoky und Trnávka ab 1850 eine Gemeinde in der Bezirkshauptmannschaft Mährisch Weißkirchen. Im Jahre 1855 wurde die Gemeinde dem Bezirk Leipnik zugeordnet, ab 1868 gehörte sie wieder zum Bezirk Mährisch Weißkirchen. Nach dem Bau der neuen Kirche wurde die Kuratie Dolní Újezd 1859 zur Pfarre erhoben und im selben Jahre ein neues Schulhaus errichtet. 1862 brannte erneut ein Teil des Dorfes ab. Im Jahre 1883 wurde der Hopfenanbau aufgenommen. 1908 gründete sich infolge des Großbrandes von 1907 die Freiwillige Feuerwehr. Nach 1910 erfolgte der Bau der Straße nach Bohuslávky. 1920 löste sich Trnávka los und bildete eine eigene Gemeinde; 1923 folgte Skoky. Dolní Újezd wurde 1928 an das Elektrizitätsnetz angeschlossen, drei Jahre später begann der Bau einer Kanalisation. Im Zuge der Gebietsreform von 1960 und der Auflösung des Okres Hranice wurde Dolní Újezd zum 1. Januar 1961 dem Okres Přerov zugeordnet. 1976 wurde die Gemeinde Staměřice mit dem Ortsteil Skoky an den Örtlichen Nationalausschuss Dolní Újezd angeschlossen und 1983 gänzlich eingemeindet. Zum Ende der 1990er Jahre entstand nördlich des Dorfes die Schnellstraße R 35; da sie einen Biokorridor am Hang der Oderberge durchschnitt, wurde zwischen 1997 und 1998 der Tunnel Dolní Újezd angelegt.

## Gemeindegliederung
Die Gemeinde Dolní Újezd besteht aus den Ortsteilen Dolní Újezd (Unter Augezd), Skoky (Skok) und Staměřice (Steinmeritz) sowie der Ansiedlung Zavadilka (Zawadilka) und den Einschichten Horní Pila, Mokř und Prostřední Pila.

## Sehenswürdigkeiten
- Kirche des hl. Gallus, erbaut 1846–1849 anstelle eines Vorgängerbaus von 1776
- Statue vor der Kirche
- Kreuz am oberen Ortsende
- Gefallenendenkmal
- Kapelle des hl. Johannes von Nepomuk in Skoky, erbaut 1824
- Kapelle der Schmerzhaften Jungfrau Maria in Staměřice, errichtet 1905
- Kapelle in Zavadilka
- Tunnel der R 35, erbaut 1997–1998 für 80 Mio. Kronen